# Impious
Impious è una band thrash death metal nata nel 1994 a Trollhättan, Svezia. La loro musica tratta temi tipici del death metal come morte, anticristianesimo e dolore. Per alcuni anni sono entrati a far parte della band, in qualità di batteristi, Johan Lindstrand e Marko Tervonen, rispettivamente cantante e chitarrista degli svedesi The Crown.

## Line-up

### Formazione attuale
- Martin Åkesson - voce
- Valle Daniel Adzic - chitarra
- Robin Sörqvist - chitarra
- Erik Peterson - basso
- Mikael Norén - batteria

### Membri precedenti
- Johan Lindstrand - batteria (1994-1996)
- Marko Tervonen - batteria (1996-1996)
- Ulf "Wolf" Johansson - batteria (1996-2002)

## Discografia

### Demo
- 1995 - Infernal Predomination
- 1995 - Let there be Darkness
- 1996 - The Suffering
- 1997 - Promo '97
- 1999 - Promo '99

### Album
- 1998 - Evilized
- 2000 - Terror Succeeds
- 2002 - The Killer
- 2002 - The Deathsquad - EP
- 2004 - Hellucinate
- 2007 - Holy Murder Masquerade
- 2009 - Death Domination

### Compilation & Split Album
- 2004 - Born To Suffer - Compilation
- 2004 - Fate of Norns Release Shows - Split